# لئوناردو سرنیکولا
لئوناردو سرنیکولا (انگلیسی: Leonardo Sernicola؛ زادهٔ ۳۰ ژوئیهٔ ۱۹۹۷) بازیکن فوتبال اهل ایتالیا است.
از باشگاه‌هایی که در آن بازی کرده‌است می‌توان به باشگاه فوتبال ترنانا اشاره کرد.
وی همچنین در تیم ملی فوتبال زیر ۲۰ سال ایتالیا بازی کرده‌است.